# EICMA

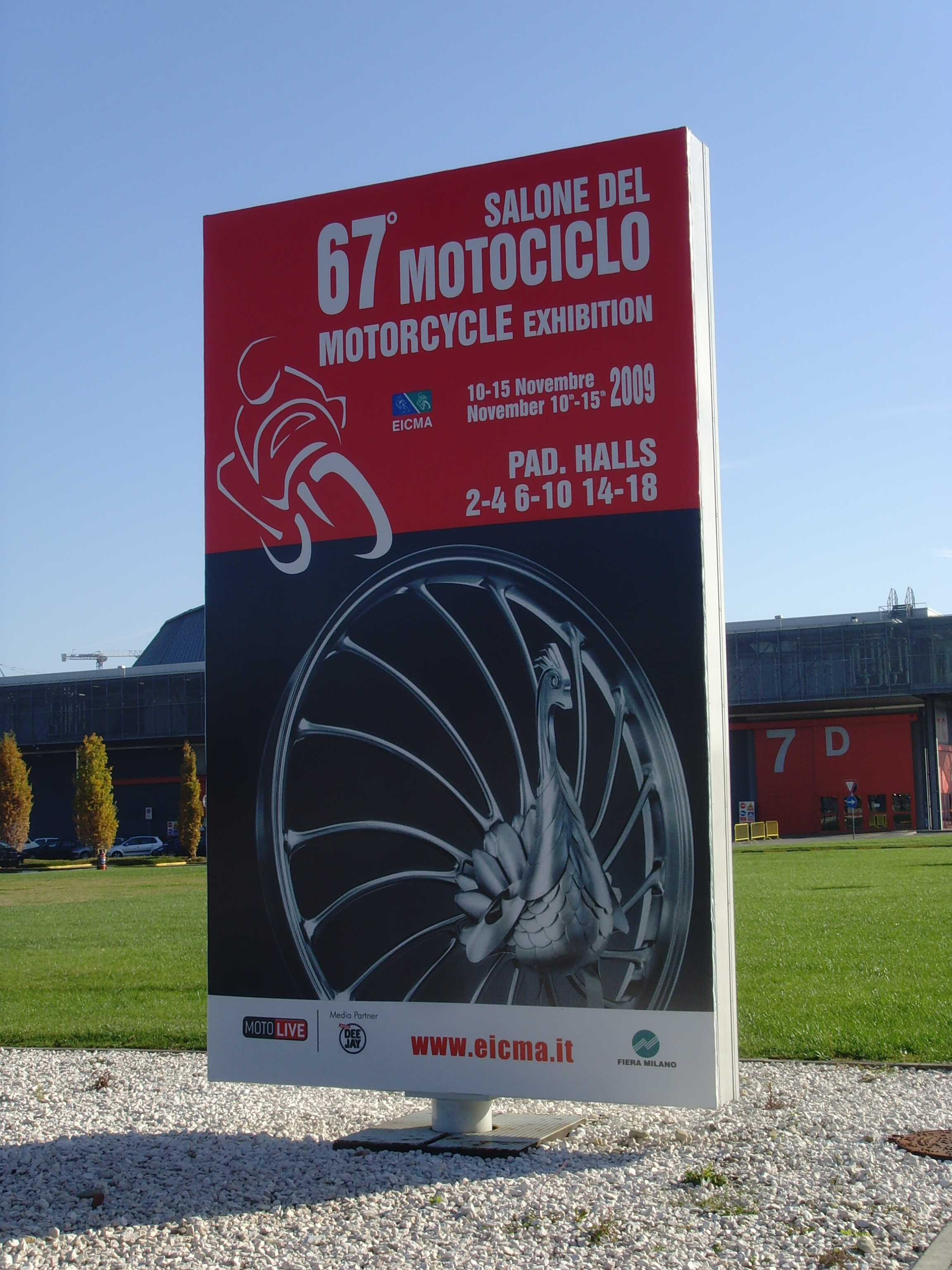
0200 EICMA Milano 2009

EICMA (en italiano Esposizione Internazionale Ciclo Motociclo e Accessori) Exposición Internacional de Bicicletas, Motocicletas y Accesorios, o  más conocido en el mundo como el "Milan Motorcycle Show", es la exposición más importante del mundo de referencia para las dos ruedas.

## Historia
El evento proviene de las primeras exposiciones de automovilismo celebradas en la capital lombarda a principios del siglo XX, que comenzó con la Exposición Internacional de Automóviles y Ciclo celebrada del 5 al 27 de mayo de 1901, con un área de exposición de 6.875 m² que registró una gran cantidad de visitantes.

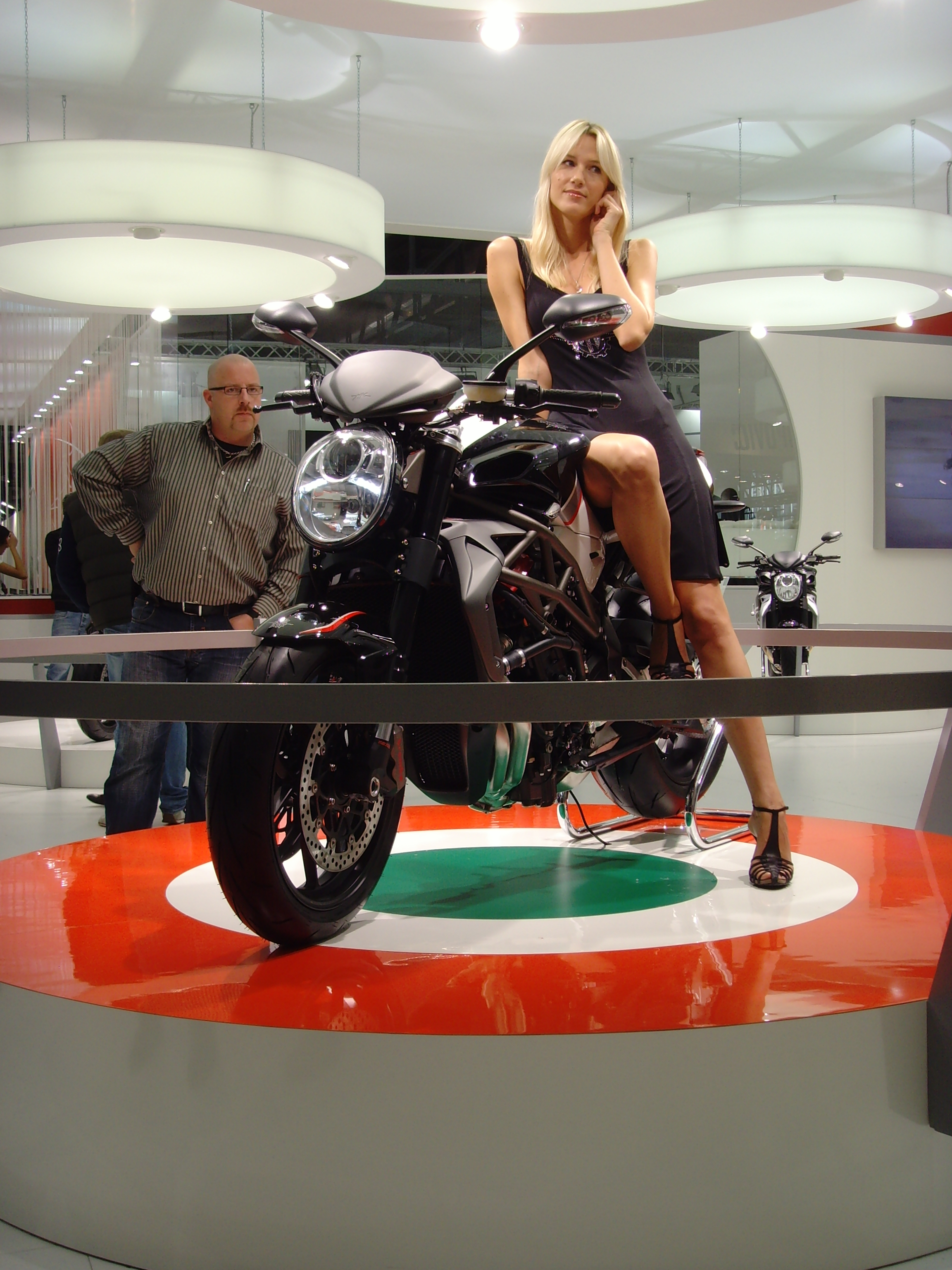
MV Agusta Brutale - EICMA 2009 - Milan, Italy

La primera exposición de la motocicleta, a partir de la cual se inició la numeración progresiva, se celebró en 1914 en el Kursaal Diana, pero ya desde la segunda edición, celebrada 6 años después (1920) debido a la Primera Guerra Mundial, se trasladó al "Veloce Club Milano", para ser finalmente aceptado, en 1925, en el Palazzo della Permanente, donde permaneció hasta enero de 1939, con la 20.ª edición dividida en dos sesiones, para dar cabida a todos los expositores. Después de unos meses, los graves acontecimientos que anunciaron la inminente Segunda Guerra Mundial provocaron la cancelación de los principales espectáculos europeos de motocicletas y las autoridades de Milán fueron sojuzgadas por las solicitudes de los productores italianos y extranjeros. Se hizo necesario organizar la 21.ª edición que, sin esperar la cadencia anual, se inauguró a finales de noviembre en los espacios más extensos del Palazzo dell'Arte, donde se realizaron ediciones sucesivas, hasta enero de 1952. En ese año, dada la gran demanda del mercado de bicicletas, motocicletas y motos, debido a la gigantesca obra de reconstrucción de posguerra y el nacimiento de docenas de nuevas motocicletas, la 29.ª edición de enero resultó inadecuada para cumplir con las necesidades de los operadores, debido a la reducida área de exposición. Por esta razón, a partir de la 30.ª edición de diciembre de 1952, fue trasladado al Palazzo della Meccanica, uno de los pabellones de la Feria de Milán, una estructura que se convertirá en la sede definitiva de EICMA.
La fuerte crisis en la industria de la motocicleta causada por la llegada de los modelos Fiat 600 y 500, que desvió la atención de los consumidores hacia el automóvil utilitario, condujo al salón bienal, mantenido desde 1957 hasta 1998, cuando se decidió alternar cada año el EICMA para la industria del ciclismo a la de la industria de la motocicleta. La ausencia del espectáculo de motocicletas en 1958 provocó muchas protestas de los constructores y operadores del sector y, para evitar otros agravios, se organizó, por única vez , el "Motociclistico Saloncino di Primavera", celebrado en el Palazzo dello Sport de la Feria de Milán, en abril de 1960
Desde 2005, después de la transferencia de la Feria de Milán al nuevo "Rho-Pero Exhibition Centre", la cadencia de EICMA ha vuelto a ser anual para ambos sectores y se divide en dos sesiones para bicicletas y motocicletas, dando la bienvenida a las solicitudes de los expositores. Esta división se probó una vez en la 54.ª edición de 1995 .
En 2009, EICMA contó con aproximadamente 450,000 visitantes, incluyendo 50,041 operadores del sector que observaron los stands de 1,341 expositores, de 31 países y se distribuyeron en 55,000 m² de área cubierta.
Para la 68.ª edición de 2010, se decidió volver a unificar las exposiciones del sector de la bicicleta y la motocicleta en un solo espectáculo.

## Ediciones de EICMA en Milan
| N.º     | Año | Sede | Fecha | Datos | Datos | Datos | Nota Algunos modelos presentados                                                                               |
| N.º     | Año | Sede | Fecha | Superficie m²                                                                                                  | Expositores | Visitantes | Nota Algunos modelos presentados                                                                               |
| ------- | --- | --- | --- | --- | --- | --- | --- |
| 1.ª     | 1914 | Kursaal Diana                                                                                                  | 03/05 | | 24 | | |
| 2.ª     | 1920 | Veloce Club Milano                                                                                             | 22/05 - 13/06                                                                                                  | | 30 | | |
| 3.ª     | 1921 | Veloce Club Milano                                                                                             | 10/06 - 18/06                                                                                                  | | | | |
| 5.ª     | 1923 | Veloce Club Milano                                                                                             | 17/11 - 25/11                                                                                                  | | | | |
| 6.ª     | 1925 | Permanente | 10/01 - 18/01                                                                                                  | | | | |
| 7.ª     | 1926 | Permanente | 10/01 - 18/01                                                                                                  | | | | |
| 8.ª     | 1927 | Permanente | 09/01 - 17/01                                                                                                  | | | | |
| 9.ª     | 1928 | Permanente | 05/01 - 15/01                                                                                                  | | | | OPRA 500 GP |
| 10.ª    | 1929 | Permanente | 19/01 - 27/01                                                                                                  | | | | Guzzi "Norge"                                                                                                  |
| 11.ª    | 1930 | Permanente | 11/01 - 19/01                                                                                                  | | | | |
| 12.ª    | 1931 | Permanente | 10/01 - 18/01                                                                                                  | | | | |
| 13.ª    | 1932 | Permanente | 09/01 - 17/01                                                                                                  | | | | |
| 14.ª    | 1933 | Permanente | 14/01 - 22/01                                                                                                  | | | | |
| 15.ª    | 1934 | Permanente | 13/01 - 21/01                                                                                                  | | 123 | | Sertum 500 - Simplex 500                                                                                       |
| 16.ª    | 1935 | Permanente | 12/01 - 20/01                                                                                                  | | 268 | | Gilera 500 Sport - Guzzi 500 W                                                                                 |
| 17.ª    | 1936 | Permanente | 11/01 - 19/01                                                                                                  | | | | |
| 18.ª    | 1937 | Permanente | 09/01 - 17/01                                                                                                  | | 146 | | |
| 19.ª    | 1938 | Permanente | 22/01 - 30/01                                                                                                  | | | | Galbusera V8                                                                                                   |
| 20.ª    | 1939 | Permanente | 19/01 - 26/01 27/01 - 31/01                                                                                    | | | | Altea - Guzzi Ardetta                                                                                          |
| 21.ª    | 1939 | Palazzo dell'Arte                                                                                              | 25/11 - 03/12                                                                                                  | | | | Moto Guzzi Condor                                                                                              |
| 22.ª    | 1940 | Palazzo dell'Arte                                                                                              | 07/12 - 15/12                                                                                                  | | | | Gilera Saturno                                                                                                 |
| 23.ª    | 1941 | Palazzo dell'Arte                                                                                              | 29/11 - 08/12                                                                                                  | | | | |
| 24.ª    | 1946 | Palazzo dell'Arte                                                                                              | 23/11 - 01/12                                                                                                  | | | | Guzzi Dondolino                                                                                                |
| 25.ª    | 1947 | Palazzo dell'Arte                                                                                              | 29/11 - 08/12                                                                                                  | | | | |
| 26.ª    | 1948 | Palazzo dell'Arte                                                                                              | 13/11 - 21/11                                                                                                  | | | | Gilera 125 |
| 27.ª    | 1949 | Palazzo dell'Arte                                                                                              | 03/12 - 12/12                                                                                                  | | | | AMISA-Rumi 125 - Parilla 98 2T                                                                                 |
| 28.ª    | 1950 | Palazzo dell'Arte                                                                                              | 02/12 - 11/12                                                                                                  | | | | MV Agusta 500 4C Stradale MV Agusta 500 4C - Motom Delfino                                                     |
| 29.ª    | 1952 | Palazzo dell'Arte                                                                                              | 12/01 - 20/01                                                                                                  | | | | Moto Parilla, Levriere 125                                                                                     |
| 30.ª    | 1952 | Fiera di Milano                                                                                                | 29/11 - 08/12                                                                                                  | | | | Moto Parilla, Levriere 150                                                                                     |
| 31.ª    | 1953 | Fiera di Milano                                                                                                | 28/11 - 06/12                                                                                                  | | | | Moto Guzzi Zigolo                                                                                              |
| 32.ª    | 1954 | Fiera di Milano                                                                                                | 27/11 - 08/12                                                                                                  | | | | Ceccato 75 cm³. Sport                                                                                          |
| 33.ª    | 1955 | Fiera di Milano                                                                                                | 03/12 - 12/12                                                                                                  | | | | Vespa TAP |
| 34.ª    | 1956 | Fiera di Milano                                                                                                | 01/12 -10/12                                                                                                   | | | | Vi-Vi |
| 35.ª    | 1957 | Fiera di Milano                                                                                                | 30/11 - 09/12                                                                                                  | 20.000(2) | 550 de 7 Países                                                                                                | | Moto Parilla Slughi - Palmieri & Gulinelli Guizzo                                                              |
| 36.ª    | 1959 | Fiera di Milano                                                                                                | 28/11 - 09/12                                                                                                  | | | | |
| 37.ª    | 1961 | Fiera di Milano                                                                                                | 02/12 - 11/12                                                                                                  | | | | |
| 38.ª    | 1963 | Fiera di Milano                                                                                                | 30/11 - 09/12                                                                                                  | 27.000(2) | 567 de 9 Países                                                                                                | | |
| 39.ª    | 1965 | Fiera di Milano                                                                                                | 04/12 -13/12                                                                                                   | | | | Guzzi V7 700 - MV Agusta 600 Turismo 4C                                                                        |
| 40.ª    | 1967 | Fiera di Milano                                                                                                | 14/10 - 21/10                                                                                                  | | | | Aprilia A7 |
| 41.ª    | 1969 | Fiera di Milano                                                                                                | 22/11 - 30/11                                                                                                  | | | | Fantic Motor Caballero - Guzzi 50 2C                                                                           |
| 42.ª    | 1971 | Fiera di Milano                                                                                                | 20/11 - 28/11                                                                                                  | | | | Gilera Arcore - Italjet Buccaneer - Laverda 750 SFC Guzzi V7 Sport - Ducati 750 GT                             |
| 43.ª    | 1973 | Fiera di Milano                                                                                                | 17/11 - 25/11                                                                                                  | 45.000(2) | 660 de 15 Países                                                                                               | 300.000 | MV 350 Ipotesi - Aspes Yuma - Ducati 750 SS                                                                    |
| 44.ª    | 1975 | Fiera di Milano                                                                                                | 22/11 - 30/11                                                                                                  | | 1.000 | | MV Agusta 125 Sport - Benelli 250 Quattro - Laverda 500                                                        |
| 45.ª    | 1977 | Fiera di Milano                                                                                                | 19/11 - 27/11                                                                                                  | | | | Laverda LZ - Ducati Pantah - Bimota KB1 - Bimota SB2 - Piaggio Vespa PX                                        |
| 46.ª    | 1979 | Fiera di Milano                                                                                                | 17/11 - 25/11                                                                                                  | | | | Benelli 654 |
| 47.ª    | 1981 | Fiera di Milano                                                                                                | 21/11 - 29/11                                                                                                  | | | | Fantic Motor Strada - Gilera TG2 - SWM RZ 124                                                                  |
| 48.ª    | 1983 | Fiera di Milano                                                                                                | 23/11 - 29/11                                                                                                  | | | | Gilera RV - Cagiva Alazzurra - Moto Morini 350 K2                                                              |
| 49.ª    | 1985 | Fiera di Milano                                                                                                | 20/11 - 27/11                                                                                                  | | | | Ducati Paso |
| 50.ª    | 1987 | Fiera di Milano                                                                                                | 21/11 - 29/11                                                                                                  | | | | Gilera Saturno Bialbero 500 - Moto Morini Dart                                                                 |
| 51.ª    | 1989 | Fiera di Milano                                                                                                | 21/11 - 27/11                                                                                                  | | | | Guzzi Daytona                                                                                                  |
| 52.ª    | 1991 | Fiera di Milano                                                                                                | 18/11 - 24/11                                                                                                  | | | | |
| 53.ª    | 1993 | Fiera di Milano                                                                                                | 18/11 - 24/11                                                                                                  | | | | Ducati 916 |
| 54.ª    | 1995 | Fiera di Milano                                                                                                | 02/09 - 06/09 21/11 - 26/11                                                                                    | | | | |
| 55.ª    | 1997 | Fiera di Milano                                                                                                | 16/09 - 21/09                                                                                                  | | | | MV Agusta F4 750 ORO                                                                                           |
| 56.ª    | 1998 | Fiera di Milano                                                                                                | 17/09 - 20/09                                                                                                  | | | | |
| 57.ª    | 1999 | Fiera di Milano                                                                                                | 15/09 - 20/09                                                                                                  | | | | |
| 58.ª    | 2000 | Fiera di Milano                                                                                                | 16/09 - 19/09                                                                                                  | | | | |
| 59.ª    | 2001 | Fiera di Milano                                                                                                | 18/09 - 23/09                                                                                                  | 70.000(4) | 1.500 | | |
| 60.ª    | 2002 | Fiera di Milano                                                                                                | 20/09 - 23/09                                                                                                  | | | | |
| 61.ª    | 2003 | Fiera di Milano                                                                                                | 16/09 - 21/09                                                                                                  | | | | |
| 62.ª    | 2004 | Fiera di Milano                                                                                                | 17/09 - 20/09                                                                                                  | | | | |
| 63.ª    | 2005 | Fiera di Milano                                                                                                | 16/09 - 19/09 15/11 - 20/11                                                                                    | | | | BMW R1200 S |
| 64.ª    | 2006 | Fiera di Milano                                                                                                | 15/09 - 18/09 13/11 - 19/11                                                                                    | | | | Ducati 1098 |
| 65.ª    | 2007 | Fiera di Milano                                                                                                | 06/11 - 11/11 08/11 - 11/11                                                                                    | 66.609(3) | 1.515 de 39 Países                                                                                             | 535.000 | Guzzi V7 Classic - Guzzi Stelvio - KTM RC8 1190                                                                |
| 66.ª    | 2008 | Fiera di Milano                                                                                                | 04/11 - 09/11 06/11 - 09/11                                                                                    | 50.000(3) 280.000(1)                                                                                           | 1.002 de 33 Países                                                                                             | | Ducati Streetfighter - Beta EVO                                                                                |
| 67.ª    | 2009 | Fiera di Milano                                                                                                | 18/21 - 18/09 10/11 - 15/11                                                                                    | 50.000(3) 450.000(1)                                                                                           | 1.341 de 31 Países                                                                                             | | |
| 68.ª    | 2010 | Fiera di Milano                                                                                                | 02/11 - 07/11                                                                                                  | | | | Ducati Diavel                                                                                                  |
| 69.ª    | 2011 | Fiera di Milano                                                                                                | 08/11 - 13/11                                                                                                  | | | | Ducati 1199 Panigale                                                                                           |
| 70.ª    | 2012 | Fiera di Milano                                                                                                | 13/11 - 18/11                                                                                                  | | 1.053 de 35 Países                                                                                             | 510.560 | Benelli BN 600 - MV Agusta Rivale - Piaggio Vespa 946                                                          |
| 71.ª    | 2013 | Fiera di Milano                                                                                                | 5/11 - 10/11                                                                                                   | 280.000(1) | 1.408 de 38 Países                                                                                             | 551.404 | Bimota BB3 - Yamaha Tricity                                                                                    |
| 72.ª    | 2014 | Fiera di Milano                                                                                                | 4/11 - 9/11 | 280.000(1) | 1.053 de 34 Países                                                                                             | 628.600 | Kawasaki Ninja H2                                                                                              |
| 73.ª    | 2015 | Fiera di Milano                                                                                                | 17/11 - 22/11                                                                                                  | | | | BMW G 310 R - Honda Africa Twin                                                                                |
| 74.ª    | 2016 | Fiera di Milano                                                                                                | 8/11 - 13/11                                                                                                   | | | | Honda X-ADV - BMW G 310 GS - KTM 1290 Super Adventure                                                          |
| 75.ª    | 2017 | Fiera di Milano                                                                                                | 9/11 - 12/11                                                                                                   | | | | |
| 76.ª    | 2018 | Fiera di Milano                                                                                                | 6/11 - 11/11                                                                                                   | 85.000 m² | 1.713 de 42 países                                                                                             | | Peugeot electric concepts - Kawasaki Ninja 636 ZX-6R- Ducati Multistrada Enduro 1260                           |
| 77.ª    | 2019 | Fiera di Milano                                                                                                | 7/11 - 10/11                                                                                                   | | | | |
| 78.ª    | 2021 | Fiera di Milano                                                                                                | 5/11 - 8/11 | | | | EICMA cancela la edición de 2020 y la pasa para 2021                                                           |
| 79ª     | 2022 | Fiera di Milano                                                                                                | 8/11 - 13/11                                                                                                   | | +1.300 de 43 países                                                                                            | | |
| 80ª     | 2023 | Fiera di Milano                                                                                                | 7/11 - 12/11                                                                                                   | | 1.700 de 45 países                                                                                             | | |
| Legenda | (1) Superficie total - (2) Solo superficie cubierta - (3) Superficie de exposición - (4) Detalle no disponible | (1) Superficie total - (2) Solo superficie cubierta - (3) Superficie de exposición - (4) Detalle no disponible | (1) Superficie total - (2) Solo superficie cubierta - (3) Superficie de exposición - (4) Detalle no disponible | (1) Superficie total - (2) Solo superficie cubierta - (3) Superficie de exposición - (4) Detalle no disponible | (1) Superficie total - (2) Solo superficie cubierta - (3) Superficie de exposición - (4) Detalle no disponible | (1) Superficie total - (2) Solo superficie cubierta - (3) Superficie de exposición - (4) Detalle no disponible | (1) Superficie total - (2) Solo superficie cubierta - (3) Superficie de exposición - (4) Detalle no disponible |